# Musikaos
Musikaos, às vezes grafado de forma estilizada MuSiKaOs, foi um programa musical que estreou na emissora brasileira TV Cultura em 19 de fevereiro de 2000.
Contou com 143 programas produzidos em seus mais de três anos de existência, durante os quais diversos grupos musicais, especialmente do circuito alternativo, apresentaram-se no palco do programa sob o comando de Gastão Moreira, participação de Jorge Mautner e produção de Clemente Nascimento.
O programa tinha um formato parecido com o estilo dos programas do Serginho Groisman, pois era dedicado ao público jovem, tinha muita poesia e discussões políticas com a plateia. Também relembrava o programa Fábrica do Som, apresentado por Tadeu Jungle na mesma emissora, que também era gravado no SESC Pompeia, em São Paulo.
Entre as bandas musicais, o destaque estava no punk rock brasileiro e no heavy metal. Passaram por lá Sepultura, Angra, Ratos de Porão, Olho Seco, Cólera, Supla, RZO, Cássia Eller, Walter Franco, além das bandas internacionais Holly Tree (EUA), Marky Ramone and The Intruders, U.K. Subs (Inglaterra), Buzzcocks (Inglaterra), Stephen Malkmus & The Jicks (EUA), entre outras.